# بني مدارسين (فيفي)
بني مدارسين هي إحدى مشيخات المملكة المغربية، تتبع جغرافيا لإقليم شفشاون وإداريًا لفيفي. يقدر عدد سكانها بـ 4085 نسمة حسب الإحصاء الرسمي للسكان والسكنى لسنة 2004.